# Taipei Cinese ai Giochi della XXVI Olimpiade
Taipei Cinese partecipò ai Giochi della XXVI Olimpiade, svoltisi ad Atlanta, Stati Uniti, dal 19 luglio al 4 agosto 1996, con una delegazione di 74 atleti impegnati in quattordici discipline.